# Tipula jepsoni
Tipula jepsoni är en tvåvingeart som beskrevs av Alexander 1945. Tipula jepsoni ingår i släktet Tipula och familjen storharkrankar. Inga underarter finns listade i Catalogue of Life.